# Deposito locomotive di Milano Centrale (Greco)
Il deposito locomotive di Milano Centrale è dedicato alla sosta, manutenzione e rifornimento di locomotive ed automotrici di Trenitalia.

## Storia
Nel 1906 il nodo di Milano disponeva di due depositi locomotive, ubicati presso la prima stazione di Milano Centrale e presso l'impianto, dedicato prevalentemente al traffico merci, di Milano Sempione.
Il deposito locomotive di Milano Centrale fu istituito il 1º luglio 1931 contestualmente all'ingresso in esercizio della nuova stazione di Milano Centrale.
Previsto fin dall'inizio del progetto della stessa stazione, venne ubicato in località Greco, lungo la linea Milano-Chiasso.
Poiché negli anni della sua progettazione era previsto che la trazione a vapore e quella elettrica, già presente nel Compartimento di Milano coi sistemi a c.a. trifase e a c.c. a terza rotaia, dovessero convivere ancora per molto tempo con la trazione a vapore, il nuovo deposito fu dotato di installazioni idonee a essere adattate anche al ricovero e alla manutenzione delle locomotive e delle automotrici elettriche.
In particolare furono costruite due rimesse a pianta rettangolare, denominate Nord (8 binari) e Sud (9 binari), tra le quali venne inserita l'officina per le riparazioni cicliche intermedie (13 binari), con un ponte trasbordatore lungo 21 m e con una portata di 150 t.
La rimessa Sud, destinata alle locomotive elettriche, fu dotata dapprima di nove binari di sosta. Nel 1958 due dei suoi binari vennero riservati al ricovero dei complessi Trans Europ Express, Diesel e poi elettrici, entrati in servizio a partire dal 1957.
Nel 2014 sono in fase di ultimazione i lavori per l'ulteriore espansione della rimessa dedicata alla manutenzione degli elettrotreni (rimessa ETR).

## Locomotive in dotazione

### Situazione iniziale
In conseguenza dell'attivazione del nuovo deposito di Milano Centrale (Greco) si procedette alla soppressione dei due preesistenti impianti di Milano Sempione e di Milano "vecchia" Centrale, mantenendo in attività di quest'ultimo solo il settore dedicato alle locomotive e automotrici elettriche a c.c. a terza rotaia delle linee varesine, che assunse la denominazione di deposito di Milano Porta Nuova.
Furono inoltre ridimensionate le funzioni del deposito di Brescia (che diventò rimessa) e di Arona (che mantenne l'assegnazione delle sole locomotive adibite alla trazione dei treni merci raccoglitori instradati sulle linee per Domodossola e per Luino).
Pertanto, nel 1931 il deposito di Milano Centrale (Greco) ebbe in assegnazione locomotive a vapore dei gruppi 640 (30 unità), 685 (79 unità), 691 (14 unità) e 910 (36 unità), tutte destinate ai teni viaggiatori.
Il deposito di Milano Smistamento (Lambrate) ebbe assegnate locomotive dei gruppi 730 (115 unità), 895 (23 unità) e 900 (9 unità).
Infine il deposito di Milano Porta Nuova ebbe assegnate solo locomotive elettriche dei gruppi E.320 (5 unità), E.321 (10 unità), E.420 (1 unità) E.620 (3 unità) ed E.421 (1 unità accantonata in attesa di una trasformazione mai avvenuta), oltre a 9 elettromotrici del gruppo E.10 e 8 ex automotrici trasformate in rimorchi.

### Fino alla Seconda guerra mondiale
Centro sussidiario di trazione di Arona

### Dopo la Seconda guerra mondiale
TEE FFS RAe 1050

### Tempi recenti

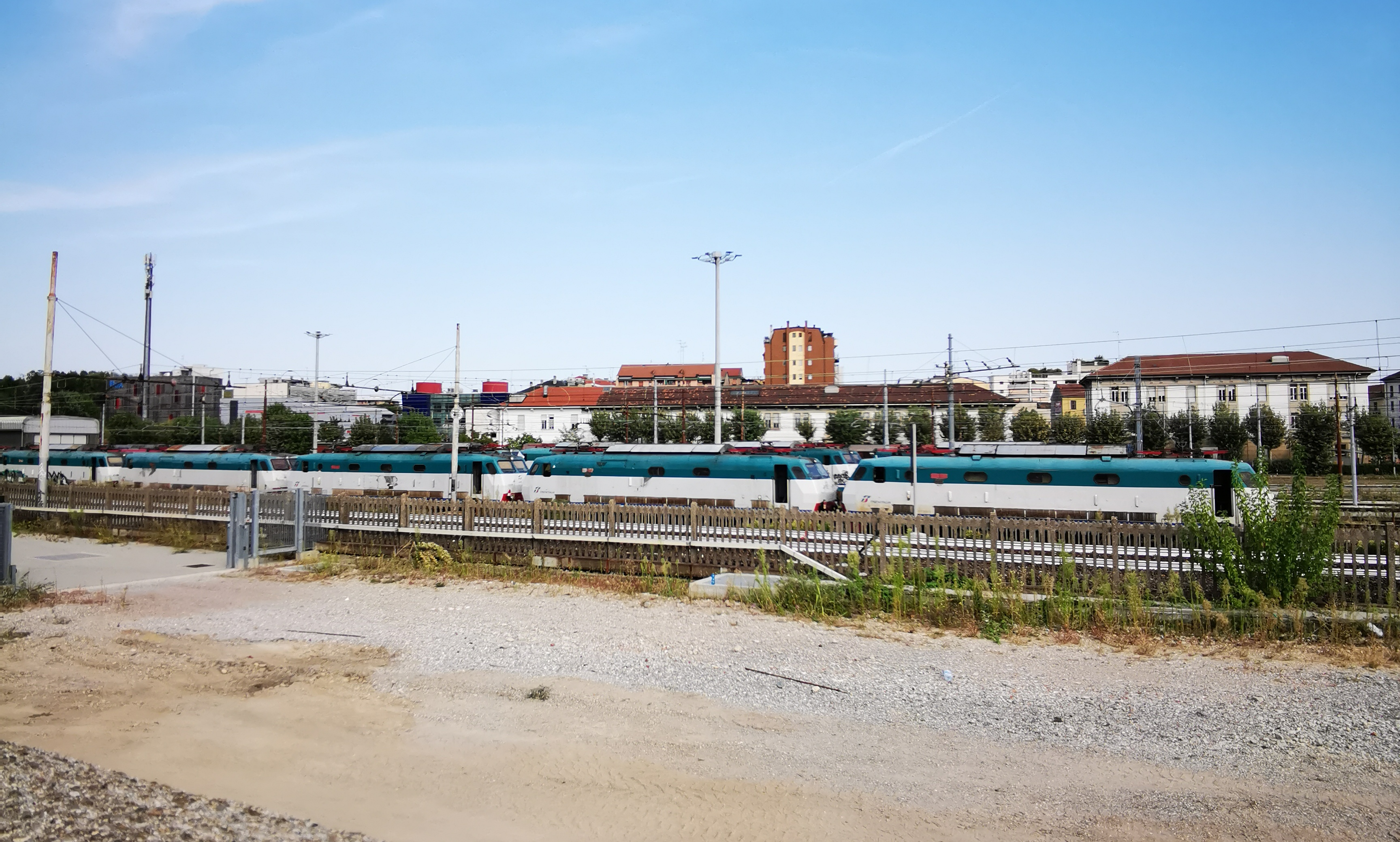
Numerose locomotive E.444R nel deposito di Milano Centrale

Al 2014 l'officina manutenzione locomotive di Milano Greco, ha in carico la manutenzione delle locomotive dei gruppi di Trenitalia E.444 (62 unità), E.656 (13 unità) e E.402B (46 unità); inoltre, presso la parte di officina dedicata agli elettrotreni, avviene la manutenzione della flotta ETR 470 (5 unità di Trenitalia e 4 unità di FFS).
Al 2024 il deposito di Greco ha in carico la manutenzione di locomotive per servizi intercity trenitalia e 402B, e 464, e 403, e 401 ed e 414. Presso l officina ETR  avviene la manutenzione degli elettrotreni 610. L impianto è dotato di tornio e impianto di lavaggio cassa treni. Sono in via di demolizione, con invio verso Foligno, le unità E444 ed E656.